# Juan Eligio Alzuru
Juan Eligio Alzuru (Venezuela, 1791 - Ciudad de Panamá, 28 o 29 de agosto de 1831) fue un militar venezolano que ocasionó la segunda secesión del istmo de Panamá de Colombia del 9 de julio al 28 de agosto de 1831.

## Primeros años
Se inició como militar en 1813, durante la Guerra de Independencia de Venezuela y combatió al comandante José Tomás Boves. Luego luchó a favor de los realistas en la primera batalla de Carabobo (1814). Poco después se trasladó a Nueva Granada, donde caería preso y se le condenaría a servir en el Batallón Numancia, donde conoció a Luis Urdaneta, quien lo hizo su ayudante.
Posteriormente ambos se trasladarían a Lima, batallando del lado de los independentistas, pero los realistas apresaron a Alzuru brevemente, ya que se fugó poco después. Se unió a Antonio José de Sucre en la Batalla de Pichincha (1822), en la de Junín (1824) y en la de Portete de Tarqui (1829), esta última durante la guerra grancolombo-peruana.

## Ascenso al poder en Panamá
En 1830 fue trasladado al istmo de Panamá, que en ese entonces era parte de la Gran Colombia bajo el nombre de Departamento del Istmo. Justamente en ese año hubo un intento secesionista realizado por José Domingo Espinar, que separó al istmo de la Gran Colombia por un par de meses, hasta que el propio Espinar bajo consejo de Simón Bolívar decidió revertir la decisión.
En 1831 Espinar, a pesar de la aventura secesionista, mantuvo el control militar de la provincia de Panamá (que abarcaba la mitad este del istmo), sin embargo tuvo discrepancias con José de Fábrega quien tenía el control militar de la provincia de Veraguas (que abarcaba la mitad oeste del istmo). Espinar decidió ir a Veraguas en febrero con parte del batallón Ayacucho a presionar a Fábrega, pero este dejó el cargo militar de Panamá a Alzuru en su ausencia.
Alzuru, motivado por los enemigos de Espinar, decidió removerlo de su puesto mientras este desterraba a Fábrega y se hacía el control de Veraguas. Espinar fue apresado el 21 de marzo a su regreso a la capital y luego exiliado a Guayaquil. Alzuru logró ganarse la confianza de la clase alta panameña y se reservó el mando militar, dejando el mando civil al doctor Pedro Jiménez.
No obstante, la llegada de oficiales venezolanos que participaron de la separación de Ecuador de la Gran Colombia incluyendo a Luis Urdaneta, buscando el amparo de Alzuru, lograron influirlo para iniciar una nueva secesión del istmo. Se designó como prefecto a José Vallarino y fusilaron a dos generales opositores acusados de ser espías, lo que generó el repudio del gobierno central neogranadino. Alzuru, temeroso de perder el cargo, buscó la forma de separar el istmo como lo hizo Espinar, justificando que tanto Venezuela como Ecuador se habían separado de la Nueva Granada.

## Segunda secesión de Panamá
El 8 de julio de 1831 Alzuru ordenó al prefecto Vallarino a convocar una junta entre autoridades y personalidades importantes de la capital panameña, para avalar el desconocimiento de las autoridades neogranadinas y la secesión del istmo de Panamá como un estado independiente, pero el prefecto se negó a aceptar las proposiciones separatistas, a pesar de que los presentes en la junta estaban eufóricos con la idea. Al día siguiente Vallarino fue destituido y el jefe político, Justo Paredes, convocó una nueva junta donde se consumó la separación del istmo y se decidió dividir el gobierno en uno civil (dirigido por José de Fábrega) y uno militar (dirigido por Alzuru) y se estableció una Dieta como órgano legislativo. A pesar de que el propio Alzuru no estaba conforme con algunas cláusulas del acta de separación, decidió seguir con el proceso.
El gobierno central de Nueva Granada consideró inaceptable las acciones de Alzuru y desde junio había ordenado al general Tomás Herrera con el título de comandante general del Istmo, la recuperación del control militar. En Cartagena, partió con 160 hombres del batallón Yaguachi en barco a Panamá, con el fin de reemplazar al batallón Ayacucho, pero al llegar al fuerte de San Lorenzo en la desembocadura del río Chagres, a pocos kilómetros de la capital panameña, se enteró de la secesión y no pudo desembarcar, retirándose más al norte a Portobelo, donde fue recibido por los pobladores, quienes se sumaron a Herrera.
Alzuru al enterarse de la presencia de Herrera en la costa caribeña, este envió a los diputados José de Obaldía y Francisco Picón, para convencer a Herrera de desistir, pero fue en vano. Alzuru, notablemente iracundo, comenzó a tomar medidas incoherentes desde la destitución sin razón de Fábrega del poder civil el 30 de julio, realizó el reclutamiento forzoso a 1.100 personas para sumarlos al ejército ante una eventual respuesta de Herrera, se confiscaron los bienes de los opositores a Alzuru, y se inició un proceso de persecución y exilio de importantes políticos panameños, incluyendo a José Vallarino y Mariano Arosemena. Finalmente, el propio Alzuru por decreto disolvió la Dieta y se proclamó como única autoridad, convirtiéndose en un dictador.

## Fin del movimiento separatista y muerte
Ante la situación adversa, los panameños dejaron de respaldar a Alzuru y se sumaron al bando de Herrera. Los diputados Obaldía y Picón, se sumaron a la causa y el propio Obaldía logró convencer a los encargados militares del fuerte de San Lorenzo de rendirse; con eso el general Herrera logró avanzar por el río Chagres hasta llegar a la zona de Farfán y Río Grande (actual salida Pacífico del canal de Panamá) con una fuerza de 700 hombres entre militares y voluntarios. Adicionalmente, el general Fábrega y otros exiliados que regresaron al istmo con el apoyo de una goleta militar de Ecuador, se juntaron en Veraguas también en dirección a Panamá para derrocar a Alzuru.
Las fuerzas de Alzuru que sumaban mil hombres en Natá, bajo el coronel José Antonio Miró, prefirieron atajar a los hombres de Herrera y llegaron a La Chorrera el 24 de agosto. Poco después las fuerzas de Alzuru y Herrera se enfrentaron en la zona de La Boca y cruzaron el Río Grande en dirección oeste. Herrera se posicionó en las zonas altas de Bique, que en ese entonces era una zona fangosa, pero las fuerzas de Alzuru pretendiendo perseguir a Herrera cayeron en la zona lodosa, donde fueron abatidas, quedando reducida a solo 400 hombres. Alzuru en retirada, huyó hacia el pueblo de Arraiján, donde asesinó al alcalde del lugar. Mientras que Herrera logró tomar la Ciudad de Panamá en la tarde del día 25 de agosto.
Fábrega, al conocer que Alzuru y sus hombres estaban refugiados en Arraiján, marchó hacia allá y combatió el 27 de agosto contra Alzuru, en el Río Grande. La batalla fue corta y el propio Herrera junto con una parte de sus hombres se sumó, ocasionando la derrota total de Alzuru. Alzuru fue apresado y llevado a la capital, donde se le sometió a un consejo de guerra y se le condenó a muerte por fusilamiento el día 29 de agosto. También fueron fusilados Luis Urdaneta y otros jefes militares que apoyaron a Alzuru.
Con la aniquilación de las fuerzas secesionistas, el istmo de Panamá volvió a la Nueva Granada y Tomás Herrera fue encargado de reinstaurar el gobierno civil y militar de la región.